# Oxalis tenella
Oxalis tenella är en harsyreväxtart som beskrevs av Nikolaus Joseph von Jacquin. Oxalis tenella ingår i släktet oxalisar, och familjen harsyreväxter. Inga underarter finns listade i Catalogue of Life.